# Sapranthus microcarpus
Sapranthus microcarpus är en kirimojaväxtart som först beskrevs av John Donnell Smith och som fick sitt nu gällande namn av Robert Elias Fries.
Sapranthus microcarpus ingår i släktet Sapranthus och familjen kirimojaväxter. Inga underarter finns listade i Catalogue of Life.